# Guido Raimondi
Guido Raimondi (Napoli, 22 ottobre 1953) è un ex magistrato italiano, giudice della Corte europea dei diritti dell'uomo dal 2010 al 2019; ne è stato presidente dal 2015 al 2019. Alla scadenza del suo incarico gli è succeduto il giudice  Raffaele Sabato.

## Biografia
Laureato in Giurisprudenza presso l'Università di Napoli, assistente alla cattedra di diritto internazionale, magistrato dal 1977. Dal 1986 al 1989 è stato distaccato presso il ministero degli Esteri al servizio del contenzioso diplomatico. Dal 1989 al 1997 è stato addetto giuridico presso la rappresentanza permanente dell'Italia a Strasburgo. È stato direttore dei servizi giuridici dell'Organizzazione internazionale del lavoro di Ginevra.
Nel gennaio 2010 è stato eletto giudice della Corte europea dei diritti dell'uomo dell'Assemblea parlamentare del Consiglio d'Europa con 107 voti. Ha assunto l'incarico il 5 maggio 2010, succedendo a Vladimiro Zagrebelsky. Dal novembre 2012, per i tre anni successivi, è stato vicepresidente della Corte.
A partire dal novembre 2015, fino al maggio del 2019 ha ricoperto il ruolo di presidente della Corte europea dei diritti umani. Attualmente è magistrato alla Corte di Cassazione.